# Парцалина
„Парцалина“ е осмият албум на българската поп/кънтри певица Росица Кирилова, издаден през 1999 от „Рива Саунд“. Този албум включва общо 16 детски песни, сред които изпълняваната от Кирилова — „Парцалина“, записани в студио 5 на НДК и ЦКТ-София. Част от песните се изпълняват от различни деца и детски вокални групи.

## Песни
1. „Парцалина“ (4:02)
2. „Сън“ (3:04)
3. „Внучка – хитруша“ (3:38)
4. „Приятелко любима“ (4:16) – т. и муз. Ива и Деница Милорадови, ар. М. Соколов, изп. Ива и Деница Милорадови
5. „Калпазански безобразия“ (2:40)
6. „Мечтател“ (2:15)
7. „Пролет в гората“ (2:24)
8. „Електронната игра“ (2:06)
9. „Банани в шарени пижами“ (4:33)
10. „Иде есен“ (2:22)
11. „Блузката клюкарка“ (3:38)
12. „Морска фиеста“ (4:00)- т. и муз. Ива и Деница Милорадови, ар. М. Соколов, изп. Ива и Деница Милорадови
13. „Моята учителка“ (2:48)
14. „Пакостник“ (2:28)
15. „Първолак“ (2:14)
16. „Зайо и първия сняг“